# Neottia
Neottia (Fliglæbe, Rederod) er en slægt af orkidéer, som er udbredt med cirka 29 arter i Europa, Asien og Nordamerika. Slægten blev tidligere opdelt i slægterne Listera (Fliglæbe) og Neottia (Rederod), men molekylære fylogenetiske studier har vist, at klorofylløse arter som rederod har udviklet sig fra gruppen med klorofyl (Listera).

## Arter
Af de cirka 29 arter findes tre i Europa:
- Ægbladet fliglæbe, Neottia ovata
- Hjertebladet fliglæbe, Neottia cordata
- Rederod, Neottia nidus-avis